# Copa do Mundo de Skeleton
A Copa do Mundo de Skeleton é uma competição anual realizado pela Federação Internacional de Bobsleigh e de Tobogganing desde 1986-87. A versão feminina deste evento estreou em 1996-7.

## Masculino
Estreia: 1986-87
| Temporada | Vencedor            | Vice-campeão       | Terceiro            |
| --------- | ------------------- | ------------------ | ------------------- |
| 1986-87   | Andi Schmid         | Alain Wicki        | Christian Auer      |
| 1987-88   | Andi Schmid         | Alain Wicki        | Christian Auer      |
| 1988-89   | Alain Wicki         | Christian Auer     | Andi Schmid         |
| 1989-90   | Christian Auer      | Urs Vercoli        | Franz Plangger      |
| 1990-91   | Christian Auer      | Michael Grünberger | Andi Schmid         |
| 1991-92   | Christian Auer      | Gregor Stähli      | Martin Thaler       |
| 1992-93   | Franz Plangger      | Christian Auer     | Gregor Stähli       |
| 1993-94   | Christian Auer      | Andi Schmid        | Franz Plangger      |
| 1994-95   | Christian Auer      | Franz Plangger     | Alexander Müller    |
| 1995-96   | Ryan Davenport      | Michael Grünberger | Christian Auer      |
| 1996-97   | Alexander Müller    | Ryan Davenport     | Willi Schneider     |
| 1997-98   | Willi Schneider     | Kazuhiro Koshi     | Andy Böhme          |
| 1998-99   | Andy Böhme          | Ryan Davenport     | Jim Shea            |
| 1999-2000 | Andy Böhme          | Chris Soule        | Kristan Bromley     |
| 2000-01   | Lincoln DeWitt      | Kazuhiro Koshi     | Jim Shea            |
| 2001-02   | Gregor Stähli       | Chris Soule        | Martin Rettl        |
| 2002-03   | Chris Soule         | Jeff Pain          | Kazuhiro Koshi      |
| 2003-04   | Kristan Bromley     | Duff Gibson        | Frank Kleber        |
| 2004-05   | Jeff Pain           | Chris Soule        | Duff Gibson         |
| 2005-06   | Jeff Pain           | Gregor Stähli      | Eric Bernotas       |
| 2006-07   | Zach Lund           | Eric Bernotas      | Alexander Tretiakov |
| 2007-08   | Kristan Bromley     | Jon Montgomery     | Zach Lund           |
| 2008-09   | Alexander Tretiakov | Florian Grassl     | Frank Rommel        |
| 2009–10   | Martins Dukurs      | Frank Rommel       | Sandro Stielicke    |

## Feminino
Estreia: 1996-97
| Temporada | Vencedora                      | Vice-campeã         | Terceira              |
| --------- | ------------------------------ | ------------------- | --------------------- |
| 1996-97   | Steffi Hanzlik                 | Michelle Kelly      | Maya Bieri            |
| 1997-98   | Maya Bieri                     | Steffi Hanzlik      | Susan Speiran         |
| 1998-99   | Steffi Hanzlik                 | Ursi Walliser       | Maya Bieri            |
| 1999-2000 | Alexandra Hamilton             | Maya Bieri          | Michelle Kelly        |
| 2000-01   | Alex Coomber                   | Steffi Hanzlik      | Maya Pedersen-Bieri   |
| 2001-02   | Alex Coomber                   | Maya Pedersen-Bieri | Lindsay Alcock        |
| 2002-03   | Michelle Kelly                 | Lindsay Alcock      | Tristan Gale          |
| 2003-04   | Lindsay Alcock                 | Diana Sartor        | Michelle Kelly        |
| 2004-05   | Noelle Pikus-Pace              | Maya Pedersen-Bieri | Kerstin Jürgens       |
| 2005-06   | Mellisa Hollingsworth-Richards | Maya Pedersen-Bieri | Diana Sartor          |
| 2006-07   | Katie Uhlaender                | Noelle Pikus-Pace   | Michelle Kelly        |
| 2007-08   | Katie Uhlaender                | Michelle Kelly      | Mellisa Hollingsworth |
| 2008-09   | Marion Trott                   | Shelley Rudman      | Katie Uhlaender       |
| 2009–10   | Mellisa Hollingsworth          | Shelley Rudman      | Kerstin Szymkowiak    |